# Renault Master IV
Le Renault Master IV est un utilitaire léger commercialisé par le constructeur automobile français Renault, à partir de 2024.
Présenté en novembre 2023, il remplace le Master III, commercialisé depuis 2010. Renault Trucks annonce sa commercialisation le 22 novembre 2023 sous le nom de Master Red Edition. En février 2024, le constructeur automobile japonais Nissan annonce la commercialisation d'un clone du Master IV, le Nissan Interstar III.

## Historique

### Contexte
En 2019, le Master III subit un très important restylage de sa face avant avec le lancement de la phase 3. Malgré cette modernisation, la base technique de cette troisième génération est dépassée, en effet, la première phase du Master III est lancée en 2010.

### Conception et développement

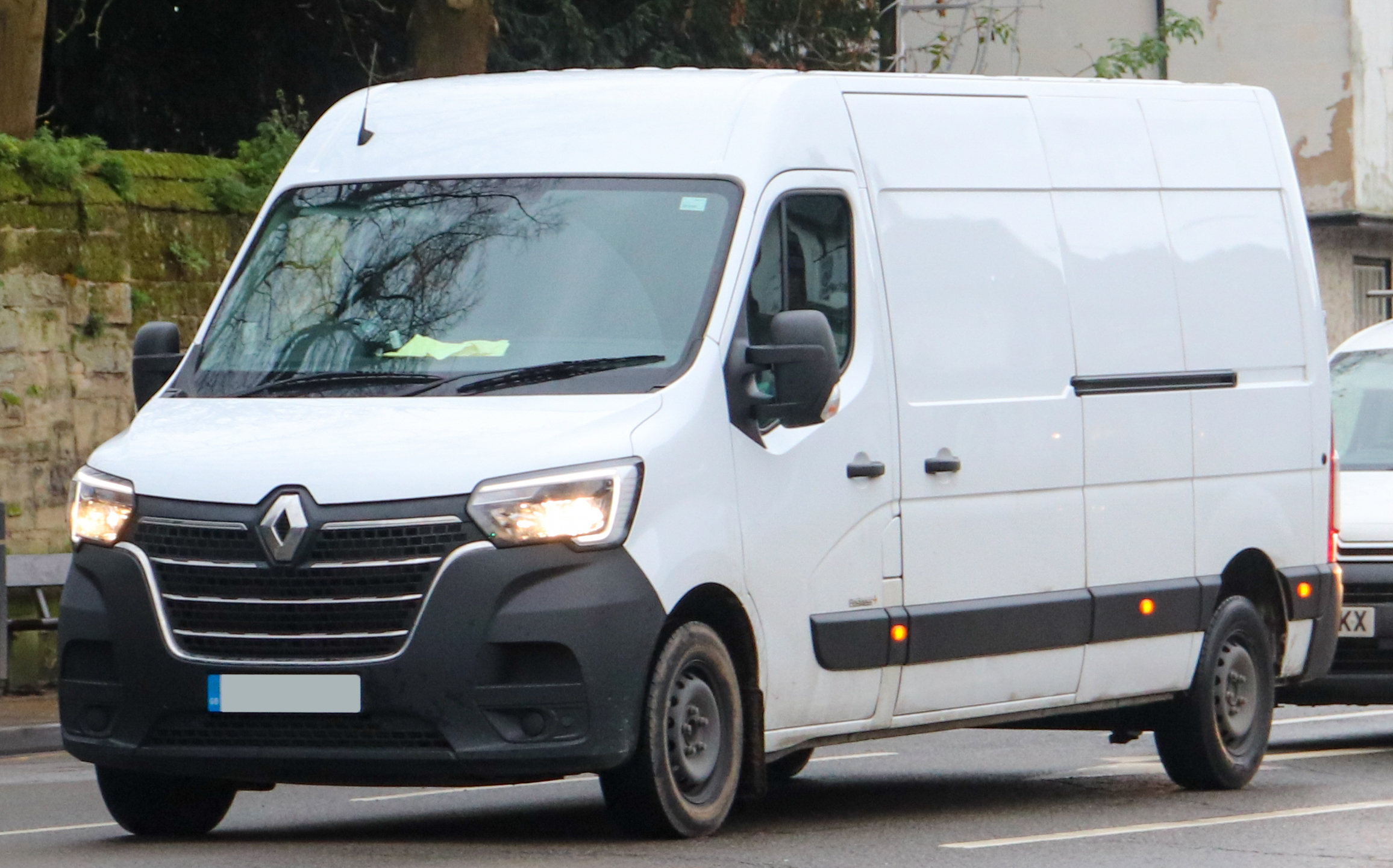
Le Renault Master III phase 3, dont la conception de la base technique remonte à la fin des années 2000.

Le projet du Master IV est lancé au début des années 2020, sous le nom de projet « XDD ». La plateforme commune est développée en partenariat avec le constructeur allemand Mercedes-Benz. Ce partenariat sur les véhicules utilitaires, signé en 2010 entre Renault Group et Daimler, se concrétise déjà depuis 2021 avec les Renault Kangoo III et Mercedes-Benz Citan (Type 420), fabriqués dans l'usine de Maubeuge. Ainsi, le Master IV partage une grande partie de ses composants avec le Mercedes-Benz Sprinter III, principalement sur le plan technique, tandis que le design reste entièrement sous la gestion indépendante de chaque marque.

En plus de changements purement esthétiques, l'un des éléments les plus importants du cahier des charges du projet « XDD » est l'aérodynamisme. En raison de ce point majeur du développement du Master IV, le constructeur attribue à ce design le surnom « Aerovan ». Pour réduire au maximum le coefficient de trainée, diverses parties du véhicule subissent une évolution de leur forme, comme un capot plus court, un pare-brise avancé et incliné, le dessin des rétroviseurs, les guides de passage d'air dans le bouclier, la partie arrière resserrée, ou encore la chute de pavillon. Ces améliorations aérodynamiques ont pour but de réduire la consommation du véhicule, surtout pour sa version électrique, mais aussi d'améliorer le confort acoustique de l'habitacle. Étant donné les dimensions trop imposantes du véhicule pour être testé dans la soufflerie habituelle de Saint-Cyr-l'École, les études de développement en tunnel aérodynamique sont réalisées sur des maquettes réduites à une échelle de 83 %. Par la suite, les versions grandeur nature sont envoyées pour validation dans une soufflerie spécialisée dans les études aérodynamiques d'avions, aux Pays-Bas. Comparé au précédent Master, le coefficient de trainée est amélioré de 20 %.
| Image externe |                                           |
|               | Le Master IV camouflé en test en Espagne. |

Après une phase de test hivernaux en Scandinavie, le prototype camouflé du Master IV est testé en Espagne, afin de s'assurer de la résistance du véhicule à des températures extrêmes. Durant ces essais, le prototype est photographié, faisant fuiter quelques indices sur les évolutions esthétiques de cette quatrième génération.

### Présentation, lancement et améliorations

#### Présentation
Le 7 novembre 2023, Renault dévoile au public une première image du côté gauche de la silhouette du modèle. Cette image est délibérément présentée dans la pénombre, une stratégie visant à éveiller la curiosité et à attirer l'attention sur le nouveau Renault Master IV. Cette démarche intervient trois semaines avant la présentation officielle du véhicule, prévue au salon Solutrans, du 21 au 25 novembre 2023.
Le 21 novembre 2023, le Renault Master IV est officiellement présenté en première mondiale au 17e salon Solutrans, un rassemblement autour du transport routier et urbain se tenant tous les deux ans à Eurexpo, à côté de Lyon. À cette occasion, Renault tient une conférence de presse à 10 h, et présente trois différentes versions du véhicule : le châssis-cabine, le fourgon à trois places, ainsi que la variante transport de personnes.

#### Lancement
La production de la quatrième génération de Master débute fin 2023, à l'usine de Batilly. Sur cette fin d'année, 164 exemplaires du Master IV en version diesel sont fabriqués, et 52 en version E-Tech.

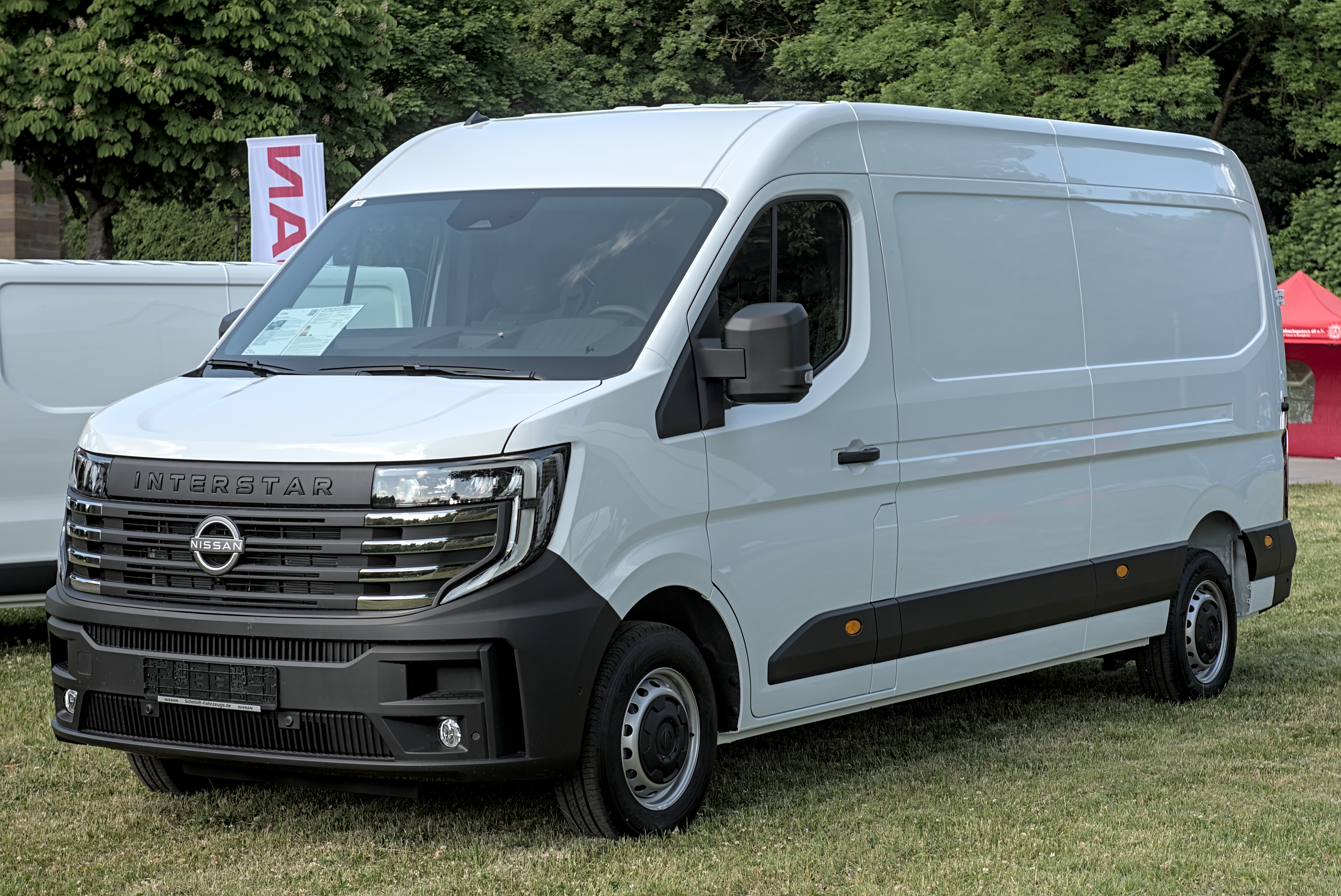
Un Nissan Interstar III.

Le 7 février 2024, Nissan dévoile l'Interstar III, clone du Renault Master IV, à l'image de l'Interstar II, dérivé du Master III, et de l'Interstar I basé sur le Master II. Pour le différencier du Master IV, l'Interstar de troisième génération adopte une calandre spécifique, ornée de quatre baguettes chromées horizontales sous les phares, ainsi que d’un large lettrage « Interstar » entre les deux feux et du logo Nissan positionné en son centre.
À l'occasion du IAA Transportation 2024, le Master IV est élu International Van of the Year 2025.

## Les différentes versions

### Dimensions (LetH)
Le Renault Master IV est commercialisé en différentes versions avec trois empattements différents numérotés L2, L3, et L4, ainsi que deux hauteurs H2 et H3. Aucune version courte (L1) ou sans réhausse (H1) n'est commercialisée.

### Finitions
Le Master IV offre deux niveaux de finitions, l'« Advance » et l'« Extra ».

#### Advance

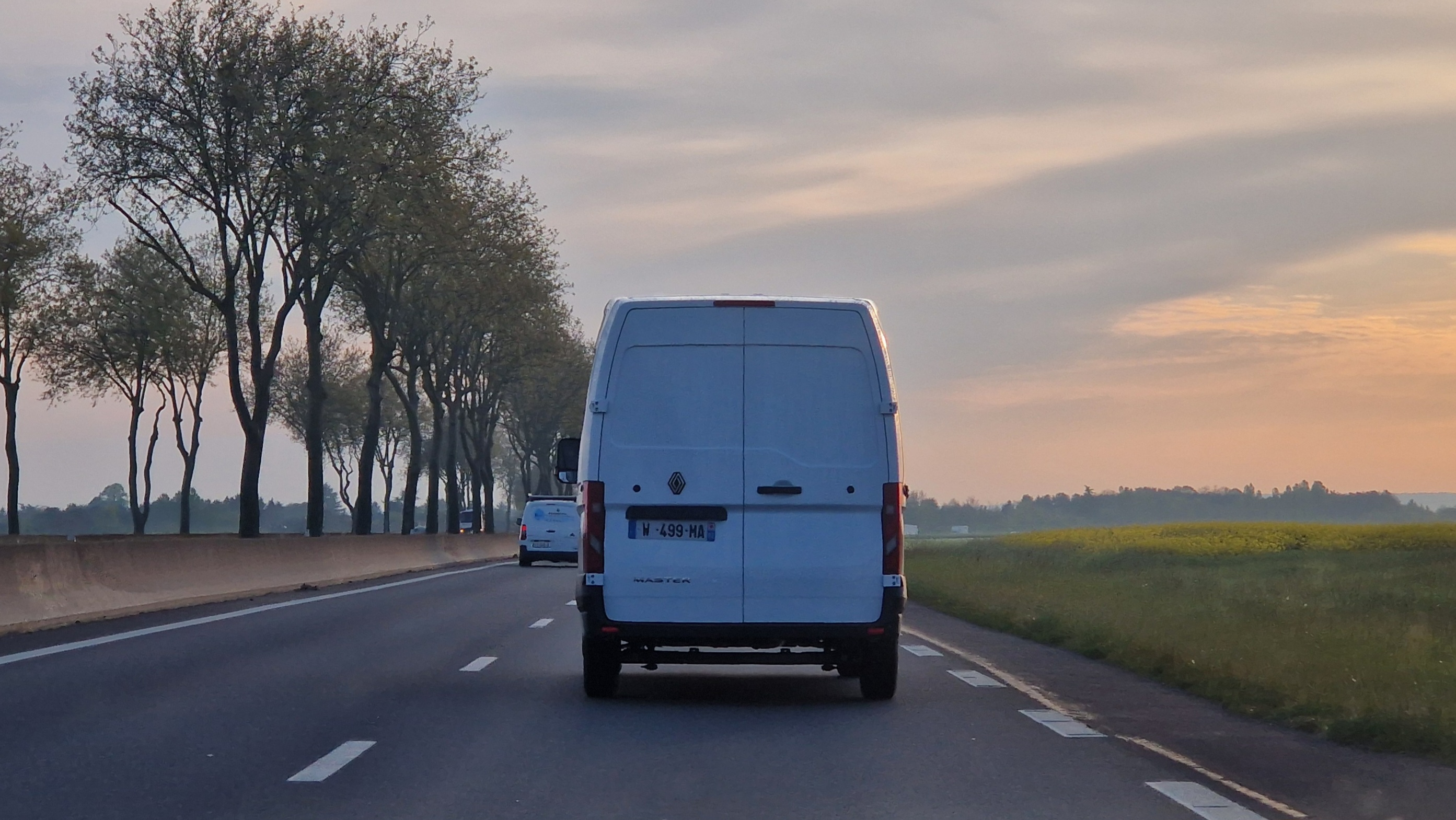
Un Renault Master IV vu de l'arrière.

La finition « Advance » dispose de série, du tableau de bord avec combiné d’instrumentation digital TFT 3,5 pouces, de l'affichage numérique digital 7 pouces (sur E-Tech Electric), de portes arrière tôlées ouvrant à 180°, de jantes tôle 16 pouces avec protection centrale, du système de freinage dynamique, de l'airbag conducteur frontal, du limiteur et régulateur de vitesse, de l'alerte de franchissement de ligne avec assistant maintien dans la voie, du système de surveillance de la pression des pneumatiques, de l'aide au parking arrière, du freinage automatique d’urgence, du système « extended grip », de la reconnaissance des panneaux de circulation et prévention de survitesse, du freinage automatique d’urgence avec détection latérale et frontale des piétons et cyclistes, de l'aide au démarrage en côte, des rétroviseurs extérieurs électriques et dégivrants, du siège conducteur réglable 6 directions avec accoudoir et réglage lombaire, de la banquette passagers 2 places fixes, de la climatisation manuelle, d'une prise 12 V et deux USB Type-C en console centrale.

#### Extra
La finition « Extra » est la finition la plus haut de gamme disponible sur le Master IV. Elle dispose, en plus de la finition « Advance », d'une sellerie tissu chiné gris avec surpiqûres bleues, d'un enjoliveur de calandre ton caisse, de l'éclairage à LED dans l'habitacle et la zone de chargement, de la caméra de recul, de la climatisation automatique, de la banquette de bureau mobile, de rangements supplémentaires fermés sur la planche de bord en zone centrale et côté passager, de la navigation et services Google intégrés, du chargeur de smartphone à induction, de lève-vitres avant électriques à impulsions, et d'une prise 12 V dans la zone de chargement.

### Séries spéciales

#### Red Edition
Peu de temps après la présentation du Master IV, Renault Trucks annonce la future commercialisation du véhicule dans son réseau. Pour cette occasion, la branche utilitaire de Renault présente le Master « Red Edition », un nom déjà proposée au lancement de la phase 3 du Master III. Cette série de lancement, disponible en thermique et électrique, se distingue notamment par l'enjoliveur de calandre en rouge.

## Caractéristiques

### Dimensions
|                        | Renault Master IV (L2H2 3 500 kg) | Renault Master IV (L2H2 4 000 kg) | Renault Master IV (L3H2 3 500 kg) | Renault Master IV (L3H2 4 000 kg) | Renault Master IV (L3H3 3 500 kg) |
| ---------------------- | --------------------------------- | --------------------------------- | --------------------------------- | --------------------------------- | --------------------------------- |
| Longueur (hors tout)   | 5 685 mm                          | 5 680 mm                          | 6 315 mm                          | 6 315 mm                          | 6 315 mm                          |
| Hauteur (hors tout)    | 2 500 mm                          | 2 500 mm                          | 2 500 mm                          | 2 500 mm                          | 2 780 mm                          |
| Charge utile           | 1 447 kg                          | 1 934 kg                          | 1 419 kg                          | 1 862 kg                          | 1 349 kg                          |
| Volume de chargement   | 10,8 m3                           | 10,8 m3                           | 13 m3                             | 13 m3                             | 14,8 m3                           |
| Longueur de chargement | 3 225 mm                          | 3 225 mm                          | 3 857 mm                          | 3 857 mm                          | 3 857 mm                          |
| Hauteur sous pavillon  | 1 885 mm                          | 1 885 mm                          | 1 885 mm                          | 1 885 mm                          | 2 119 mm                          |

### Chaîne cinématique

#### Motorisations
Le Master IV est proposé à son lancement en quatre versions diesel, et deux versions électriques.
Il est équipé du moteur 2.0 Blue dCi, disponible en quatre versions de puissance : 105, 130, 150 et 170 ch. À noter que la version 105 ch n'est disponible uniquement que sur le Master IV L2H2. En moyenne, avec les évolutions aérodynamiques et mécaniques apportée à la quatrième génération de Master, les versions diesel émettent 39 g/km de moins et consomment 1,5 L/100 km de moins que celles de la génération précédente.
Pour les versions électriques du Master IV, sont disponibles deux variantes, le « Autonomie Urbaine » de 96 kW (131 ch) ou le « Grande Autonomie » de 105 kW (143 ch). Le couple maximal est de 300 N m, identique pour les deux. Ces puissances sont associées à des batteries de 40 et 87 kWh, offrant respectivement une autonomie de 180 et 460 km. De série, la version électrique est équipée d'un système qui maintient la température du système à 25 °C, ce qui assure une meilleure autonomie quelles que soient les conditions climatiques. En effet, les tests effectués par Renault ont démontré que la température extérieure a une influence beaucoup plus significative que la masse embarquée sur la distance pouvant être parcourue avec une charge complète. La batterie est également réversible, permettant d’alimenter un appareil électrique, comme des outils électriques pour les chantiers.
| Modèle et boîte                                           | Production | Moteur                   | Cylindrée         | Puissance                      | Couple                 | 0 à 100 km/h | Vitesse maximale | Consommation et émissions de CO2    |
| --------------------------------------------------------- | ---------- | ------------------------ | ----------------- | ------------------------------ | ---------------------- | ------------ | ---------------- | ----------------------------------- |
| Renault Master IV Blue dCi 105 (boîte méca. 6)            | 2024 -     | 4 cylindres en ligne M9R | 1 997 cm3 (2,0 L) | 77 kW (105 ch) à 3 500 tr/min  | 330 N m à 1 500 tr/min | ... s        | 150 km/h         | 7,43 à 8,73 L/100 km 194 à 213 g/km |
| Renault Master IV Blue dCi 130 (boîte méca. 6)            | 2024 -     | 4 cylindres en ligne M9R | 1 997 cm3 (2,0 L) | 96 kW (130 ch) à 3 500 tr/min  | 350 N m à 1 500 tr/min | ... s        | 162 km/h         | 7,50 à 9,04 L/100 km 195 à 221 g/km |
| Renault Master IV Blue dCi 150 (boîte méca. 6 ou auto. 9) | 2024 -     | 4 cylindres en ligne M9R | 1 997 cm3 (2,0 L) | 110 kW (150 ch) à 3 500 tr/min | 360 N m à 1 500 tr/min | ... s        | 170 km/h         | 7,5 à 9,08 L/100 km 195 à 221 g/km  |
| Renault Master IV Blue dCi 170 (boîte méca. 6 ou auto. 9) | 2024 -     | 4 cylindres en ligne M9R | 1 997 cm3 (2,0 L) | 125 kW (170 ch) à 3 500 tr/min | 360 N m à 1 500 tr/min | ... s        | 177 km/h         | 7,5 à 9,08 L/100 km ... g/km        |

| Modèle                                              | Production | Moteur | Batterie | Puissance                    | Couple               | 0 à 100 km/h | Vitesse maximale | Autonomie | Puissance et temps de charge |
| --------------------------------------------------- | ---------- | ------ | -------- | ---------------------------- | -------------------- | ------------ | ---------------- | --------- | ---------------------------- |
| Renault Master IV E-Tech Electric Autonomie Urbaine | 2024 -     |        | 40 kWh   | 96 kW (131 ch) à ... tr/min  | 300 N m à ... tr/min | ... s        | 120 km/h         | 180 km    | -                            |
| Renault Master IV E-Tech Electric Grande Autonomie  | 2024 -     |        | 87 kWh   | 105 kW (143 ch) à ... tr/min | 300 N m à ... tr/min | ... s        | 120 km/h         | 460 km    | -                            |

#### Boîte de vitesses
Le Master IV offre la possibilité d'être équipé de deux types de boîtes de vitesses distinctes. D'une part, une boîte manuelle à 6 rapports, mais aussi la nouvelle boîte automatique « EAG9 » à neuf rapports avec convertisseur, développée pour le Master de quatrième génération.

### Mécanique

#### Freinage
Le système de freinage est amélioré par rapport à la génération précédente. Indépendamment de la charge du véhicule, le mécanisme du freinage s'adapte pour donner la même sensation sur la pédale de frein. De plus, ce système permet une activation plus rapide du système de freinage automatique d'urgence, réduisant ainsi le temps de réaction de moitié, et favorise la récupération d'énergie cinétique sur les versions électriques, contribuant à accroître leur autonomie.

### Châssis et carrosserie

#### Châssis
Le châssis monocoque fait largement usage de l'acier HLE (haute limite élastique) et UHLE (ultra-haute limite élastique). Ces aciers, disposant d'une meilleure limite d'élasticité que les aciers « classiques », supportent mieux les charges lourdes avec moins de matière, et limitent la déformation aux chocs. Le recours à ces aciers permet au châssis du Master IV de gagner en légèreté et en rigidité.

#### Carrosserie

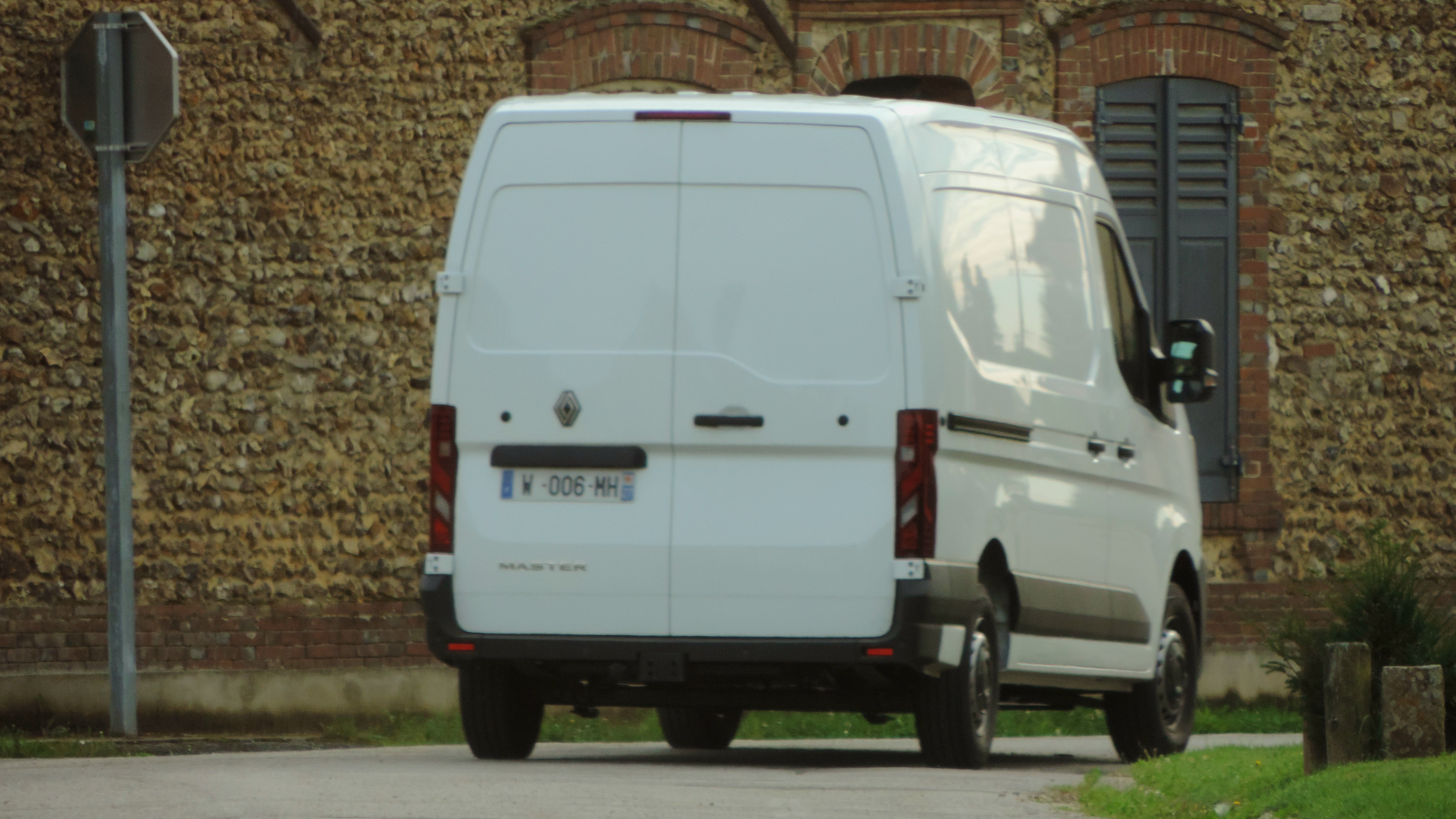
Un Renault Master IV vu de 3/4 arrière, en couleur Blanc Minéral.

Entre la troisième et la quatrième génération du Master, les changements les plus apparents se concentrent principalement sur le design de la face avant. L'accent est mis sur une esthétique inspirant solidité et robustesse, avec une calandre large et imposante au centre de laquelle trône le nouveau logo de marque sorti 2021, en plus d'une face avant verticale et d'un capot plus horizontal. Les feux de circulation diurne, placés aux extrémités pour élargir la silhouette, adoptent la forme de « C » caractéristique de chez Renault, tandis que le bouclier est relativement simple et plat. À l'arrière, le Master conserve sa découpe de vitres asymétrique descendant vers la droite, présente depuis le Renault Master II.

#### Teintes de carrosserie
Comme pour les autres véhicules Renault, le coloris du véhicule est défini par un code. Ce code est composé généralement de quatre à cinq caractères, le premier groupe d'une ou deux lettres indique la finition de la peinture : « O » pour opaque, « OV » pour opaque vernie, « NV » pour nacrée vernie, « M » pour métallisée non vernie, « MV » pour métallisée vernie, et « TE » pour teinte à effet. Dans la majeure partie des cas, le premier symbole de la suite de trois caractère permet de définir la famille de couleur.

La couleur de base de la quatrième génération du Master est le Blanc Minéral. Les teintes Gris Urbain, Bleu Agave, et Rouge Pompier sont disponibles en option à 300 €, tandis que le Gris Étoile, le Bleu Gris et le Noir Nacré sont quant à elles en options pour 600 €.
- Blanc Minéral (OV)
- Gris Urbain (OV)
- Bleu Agave (OV)
- Rouge Pompier / Énergie (OV)
- Gris Étoile / Étoilé (M)
- Bleu Gris (M)
- Noir Nacré (M)

#### Enjoliveurs
Le Master est disponible avec trois enjoliveurs différents, tous sur les mêmes jantes tôle de 16 pouces. La finition « Start » est équipée d'une simple protection centrale, tandis que les finitions « Advance » et « Extra » disposent de la protection élargie « Vango ». L'enjoliveur complet « Airna » est disponible en option sur la finition « Extra ».

### Intérieur, options et accessoires
L'intérieur du Master de quatrième génération est développé dans le but de ressembler aux habitacles des voitures particulières de la marque. La conception en forme de « S » de la planche de bord, orientée vers le conducteur, permet d'optimiser l'espace dans l'habitacle. Un écran tactile de 10 pouces est inclus de série sur toute la gamme, et dans les versions équipées de la transmission automatique, la commande de la boîte de vitesses est désormais placée sur le volant.

## Production

### Promotion
Pour promouvoir le Master IV, Renault s'associe à l'agence Publicis Conseil pour produire une publicité nommée « Le vent a tourné », diffusée pour la première fois le 17 septembre 2024. Réalisée par Jonas Lindstroem, elle met en avant les capacités aérodynamiques du modèle, sur la musique In the Air Tonight, de Phil Collins.

### Chiffres de vente
Comme pour le Master I, le Master II, et le Master III, le Master IV est entièrement produit dans l'usine de Batilly.
| Année | Exemplaires produits |
| ----- | -------------------- |
| 2023  | 216 exemplaires      |